# 583 (numero)
Cinquecentoottantatré (583) è il numero naturale dopo il 582 e prima del 584.

## Proprietà matematiche
- È un numero dispari.
- È un numero composto.
- È un numero difettivo.
- È un numero semiprimo.
- È un numero palindromo nel sistema di numerazione posizionale a base 9 (717).
- È un numero fortunato.
- È un numero congruente.

## Astronomia
- 583 Klotilde è un asteroide della fascia principale del sistema solare.
- NGC 583 è una galassia lenticolare della costellazione della Balena.

## Astronautica
- Cosmos 583 è un satellite artificiale russo.